# دار المشرق
دار المشرق أقدم مؤسَّسة لنشـر الكتب في لبـنان والبلدان المجاورة.

## تاريخ عريق
بدأت مسيرة دار المشرق في العام 1848 عندما أسّس الآباء اليسوعيّون في بيروت المطبعة الكاثوليكيّة، وكانت حينذاك عبارة عن مطبعة عربيّة حجريّة صغيرة، أضيف إليها بعض الأدوات الخشبيّة للكبس والخياطة والتجليد. ولكنّ تلك البداية المتواضعة كانت واعدةً. فالمنشورات الأدبيّة والعلميّة العربيّة الصادرة عنها، إضافة إلى الكتاب المقدس والإصدارات الدينيّة الأخرى، لاقت رواجًا منقطع النظير في لبنان والبلدان المحيطة.
وقد شهدت المطبعة نهضةً نوعيّة مع ازدياد المدارس الخاصّة في لبنان والبلدان المحيطة به منذ القرن التاسع عشر. إذ تطلّبت تلكالمؤسّسات التربويّة كتبًا مدرسيّة وجامعيّة ذات مستوى علميّ رفيع وإخراج متقن، لم تتوان المطبعة الكاثوليكيّة عن تأمينها طوال عقود. وكان من أعمالها المطبوعة التي تبقى فخرًا لها إلى الآن قاموس المنجد عربي-عربي.
للأب العلاّمة لويس المعلوف الذي أُلحق به في ما بعد منجد الأعلام، كما أسهمت في نشر كتاب الحبّ والموت من منظور السيرة الذاتيّة بين مصر ولبنان في أدب طه حسين، وتوفيق الحكيم، وعائشة عبد الرحمن، وميخائيل نعيمة، وتوفيق يوسف عواد، وليلى عسيران،  وهو أطروحة دكتوراه للباحث جوزف طانيوس لبس في بيروت سنة 2009. ورشّحته الدارُ الناشرة لِ «جائزة المتوسّط للكتاب»(Premio Mediterraneo del Libro) التي تمنحها مؤسّسة المتوسّط، نابولي [479 ص].

## مطبوعات رائدة
ومن أكثر المطبوعات التي عرفت حينذاك رواجًا منقطع النظير في لبنان والعالم العربيّ قاموس أقرب الموارد (عربيّ-عربيّ) للمعلّم سعيد الشرتوني، ومبادئ العربيّة للمعلّم رشيد الخوري الشرتوني، وكتاب ألف ليلة وليلة بطبعته الملوّنة وإخراجه الأنيق وقد هذّبه وصحّحه أنطوان صالحاني، ومقامات بديع الزمان مع شروح وتفاسير الشيخ الفاضل محمد عبده. ولا ننسى إسهامات العلاّمة لويس شيخو (1859-1927) مؤسِّس مجلّة المشرق وصاحب القلم السيّال فيها حتّى الوفاة في أبحاثٍ ومقالات في الدين والثقافة والأدب والشعر والتاريخ إلى جانب نخبةٍ من الأسماء المعروفة في القرن المنصرم.
وفي العام 1982، فُصِل قسم النشر عن المطبعة، واختير له اسم دار المشرق.

## دار المشرق راهنًا
بالرغم من الظروف القاسية التي عرفها لبنان منذ 1979 وحتّى 1999، عكفت دار المشرق على متابعة رسالتها بتصميمٍ وعزم، متّبعةً سياسة تعزيز القطاعات التي من شأنها خدمة العلم والثقافة وحوار الأديان في لبنان والعالم العربيّ. فقامت بتجديد القواميس على أنواعها (عربيّ-عربيّ، وعربيّ-فرنسيّ/فرنسيّ-عربيّ، وعربيّ-إنكليزيّ/إنكليزيّ-عربيّ، وغيرها)، وقد بلغ عددها إلى مطلع العام 2012 واحدًا وعشرين قاموسًا.
كما أطلقت المؤسّسة سلسلتَين علميّتين رفيعتَين: واحدة بعنوان «بحوث ودراسات» تصدرها بالتعاون مع جامعة القدّيس يوسف، وتشمل دراسات قيّمة باللغات العربيّة والفرنسيّة والإنكليزيّة في حقول متعدّدة أكثرها رواجًا «الفكر الإسلاميّ واللغة العربية» و«الشرق المسيحيّ». أمّا السلسلة الثانية فهي «نصوص ودروس» وتشمل مؤلّفاتٍ معظمها باللغة العربيّة وأبوابها: «المجموعة الأدبيّة»، و«المجموعة التاريخيّة»، و«المجموعة الفلسفيّة»، و«المجموعة القانونيّة»، و«الأبحاث الإسلاميّة». ويُضاف إلى هاتَين السلسلتَين مجموعات عربيّة أخرى تتناول قادة الفكر والفلسفة والأدب، فضلاً عن دراسات في الاجتماع والسياسة والأديان والثقافة العامّة وقصص الأحداث. وتجدر الإشارة إلى سلاسل الكتب المدرسيّة في اللغة العربية التي منها ما هو مخصّص للسوق المحليّة وآخر لبلدان الخليج، وتعدّ من مفاخر دار المشرق نظرًا إلى منهجها الفريد ونوعيّتها الرفيعة، وهي «عقود الحروف» و«عقود الكلام» و«عقود الأيَّام» و«مبادئ اللغة في الملاحظة والمحاكاة» إلى جانب كتب التاريخ (فصول في التاريخ)، والجغرافية (أبعاد العالم).

## تتمحور منشورات دار المشرق على الأبواب التالية
- المنشورات الدينيّة والروحيّة
- المعاجم، الكتب الثقافيّة والفلسفيّة والمدرسيّة.